# ストックオプション
ストックオプション（英: stock option）とは、株式会社の経営者や従業員が自社株を一定の行使価格で購入できる権利。従業員向けのものは英語ではemployee stock optionという。
ただし、法制度によっては対象を経営者や従業員に限定しない制度に組み込まれている。日本で2000年代に入って創設された「新株予約権」も、従来の転換社債の転換請求権、ワラント債の新株引受権、ストックオプションの権利をあわせて再構成されており、従来の制度とは異なり権利付与の対象者の制限がなくなっている。また、近年では信託を活用したストックオプション制度（信託型ストックオプション）も登場している。
ここでは会社（企業）の役員や従業員が、一定期間内に、あらかじめ決められた価格で、所属する会社から自社株式を購入できる権利について述べる。

## 制度趣旨
ストックオプションは自社株の時価が行使価格を超えて上昇するほどオプションを付与されている経営者や従業員の報酬が大きくなる。
通常のストックオプションの発行条件に加え、「ある一定の株価を達成しなければ、権利行使ができないという条件」や、「株価が発行日の株価の3倍になったら、行使価格が大幅に安くなるなどの条件」を加えることにより、ストックオプションの費用を削減できたり、ストックオプションのインセンティブ効果を増大させる効果を主張する専門家もいる。複雑な条項のついたストックオプションの評価については専門家により意見が分かれる場合がある。
自社の株価が上昇傾向にあればストックオプションはインセンティブとして絶大な効果を発揮する。一方、自社の株価が下落傾向になってしまうと権利付与の対象者はキャピタルゲインを得ることができないばかりでなく、本来は現金で与えられたはずの報酬を手に入れることができなくなる。

### 長所
ストックオプション制度には、賞与を現金で支払う場合に比べて、以下のような長所がある。
- 手元に現金がある必要がない。このため、財務の余裕がなくても人材を集められる。
- 株価に基づく報酬体系である。このため、指標が明確であり、また会社（株主）の目標と従業員の目標の間にズレが生じない。
- 株価が上昇基調にある限り、従業員の忠誠心やモラール（士気）の向上が期待できる。
- 税務上による税金節約

### 短所
逆に、短所として以下の点が挙げられる。
- オプションの行使によって多額の報酬を手にした人材が流出する危険性。
- 不況で経営努力が株価に反映されない状況では、従業員のモラールの低下が起こりうる。
- 付与基準が不明確な場合は、不公平感による従業員のモラールの低下が起きる。
- 株式の希薄化による既存株主の経済的損失の可能性
- ストックオプションの行使にて入手できた社員とできなかった社員との二層化

## アメリカにおけるストックオプション

### 制度のあらまし
アメリカ合衆国では、大企業の高級幹部のみならず、特にハイテク新興企業などでは一般従業員を含めて優秀な人材を確保をして高い士気を維持するための手段としてストックオプションが盛んである。州により多少の規制の違いはあるが、未上場企業での従業員ストックオプションのあらましは以下のとおり。
- 入社時に給与額などと共に「普通株式XX株分の購入権を一株当たりXドルでX年満期で与える（例えば48,000株分を一株当たり50セント、4年満期）」という待遇条件を提示する。
- 入社後最初の1年間は権利を全く行使できない。
- 入社後丸1年目に、総株数の満期年数分の一（例では 48,000×(1/4)=12,000株）の株数分の権利が執行可能になる。
- 以後、満期に達するまで総株数の満期月数分の一（例では 48,000×(1/48)=1,000株）の株数分の権利が毎月執行可能な株数に追加される。
- もし会社がこの期間中に上場し、例えば一株10ドルの価格がついて、入社後丸2年勤務した従業員が執行可能な購入権全て（24,000株分）全てを行使して株式を購入し、即座に市場価格で売却したとすると 238,800ドル（(10-0.5)×24,000）の売却益を得られる（ただし税引き前）。このように、会社の業績が向上して株式を公開すると、会社も従業員もほとんどリスク（元手）を負わずに従業員が多額の報酬を得られるのが新興企業における従業員ストックオプションの魅力である。
- 執行可能で未執行の株数分の権利は、満期後数年で消滅する。
- 執行可能で未執行の権利を持った従業員が退職すると、その権利は退職後30～60日以内に行使しないと消滅する。
- 執行可能な権利を行使して株式を購入しても必ずしも即座に売却する必要は無く、通常の株主として株式を保持し続けることもできる。
- 従業員が在職中に昇進したり現在のストックオプションが満期を迎えると、新たなストックオプションを追加されることもある。ただし、新たなオプションは現在進行中または旧来のオプションとは独立しており、新たに設定された満期を最初から辿るのが通常。

### RSU
ストックオプションに似た従業員向けストックインセンティブに、RSU（Restricted Stock Units、制限付き株式ユニット）がある。ストックオプションとは違い、約定価格での「購入権」ではなく約定株数の現物の株式を定期的（例えば3ヶ月毎、半年毎）に従業員に与える。通常の給与所得として課税され、所得税、州税、メディケア税、社会保障税、州の障碍保険、失業保険などの源泉徴収分が引かれた株数の株式が従業員に与えられる（最終的な税の精算はその年の確定申告で決定）。実質的には予め定めた定期賞与（給与）を現金でなく株式で支給することに他ならない。従業員にとっては株式がすぐに売却可能（従ってこの制度は上場会社のみ）だが、通常所得税率はキャピタルゲイン税（2014年現在1年以上保有の有価証券は15%で頭打ち）より高率なデメリットがある。

## 日本におけるストックオプション

### 法制度
1997年、商法改正により日本企業への導入が全面解禁され、外資系企業の子会社日本法人等を中心に、親会社の株式を対象としての導入が相次いだ。1997年の商法改正により導入されたストックオプション制度は、取締役及び従業員を付与対象者とするもので、自己株式方式または新株引受権方式がとられた。
2001年の法改正によりストックオプション制度は新株予約権制度に組み込まれ（新株予約権方式）、会社の取引先や関連会社役員などにも付与可能となり従来の制限はなくなった。
ストックオプションは労働基準法でいう「賃金」には該当しないとするのが厚生労働省の見解である（平成9年6月1日基発412号）。この制度から得られる利益は、それが発生する時期及び額ともに労働者の判断に委ねられているため、労働の対償ではないとしている。もっとも、ストックオプションは労働条件の一部であり、制度として導入するには就業規則に記載すべきともしている。

### 税務上の取り扱い
国内企業が国内の従業員などに与えているストックオプションは、原則として「給与所得とする」と税法上定められている。
これに対し、外資系企業の日本法人の従業員などに与えたストックオプションの行使で得られた利益にかかる税金については、対象となる外資系企業（親会社）と直接の雇用関係がないことから、1998年分までは、税額の低い「一時所得」として処理するように国税当局により指導されていた。その後、当局が給与所得として申告するよう統一指導を始めたが、地方各局に徹底されるまでに時間がかかり地域によって不公平な課税がなされた。さらに1996年の申告にまで三年遡及して給与所得として追徴課税したケースもあり、課税区分をめぐり約100件の訴訟が係争中であったが、2005年1月25日、最高裁判所は「給与所得に該当する」との初めての判断を下した。

## ストックオプションの評価

### 企業の会計処理
昨今、話題となっているのがストックオプションの費用化、という会計処理である。これは従来、取締役、従業員にストックオプションを無償給付した際にオフバランスされていたものを、オンバランスしようという変更である。この会計処理の変更には、原価即事実説、原価即価値説という二つの相対する考え方が根底にある。

### 公正価値測定
ストック・オプション会計の難点は、公正価値の測定にある。ストック・オプションはコール・オプションであるため、ブラックショールズ理論の応用がよく知られている。しかし、この理論は権利行使が満期時のみにできる形式のオプションを評価するために開発された。ストック・オプションの権利は、いつでも行使できるアメリカン形式である。このため、金融工学では格子モデルを使うのが一般的である。ウエイリー・モデルは格子モデルを正確かつ効率よく近似計算するものである。これには専門のソフトがあり、例えば、村中健一郎著「ストック・オプション公正価値測定の実務～現場ですぐに使えるストック・オプション計算ソフト付き」（ダイヤモンド社・2007年）にはエクセル（Windows）で公正価値測定ができる計算ソフトが付いている。入力する基礎数値は、1.株価、2.権利行使価格、3.ボラティリティ、4.利子率、5.配当率、6.残存期間となっている。

### ストックオプションを評価している主な企業
- プルータス・コンサルティング
- 大和総研
- 新光総合研究所
- 日興フィナンシャル・インテリジェンス
- 大和証券
- タワーズ・ペリン
- ヴァーリック・インベストメント・アドバイザリー
- 茄子評価